# Apalone spinifera
Apalone spinifera là một loài rùa trong họ Trionychidae. Loài này được Le Sueur mô tả khoa học đầu tiên năm 1827.

## Pham vi phân bố
Apalone spinifera có một phạm vi phân bố rộng, kéo dài suốt chiều của Mỹ, cũng như phía bắc tại tỉnh Ontario và Quebec của Canada, và phía nam về México Tamaulipas, Nuevo León, Coahuila và Chihuahua. 

## Hình ảnh

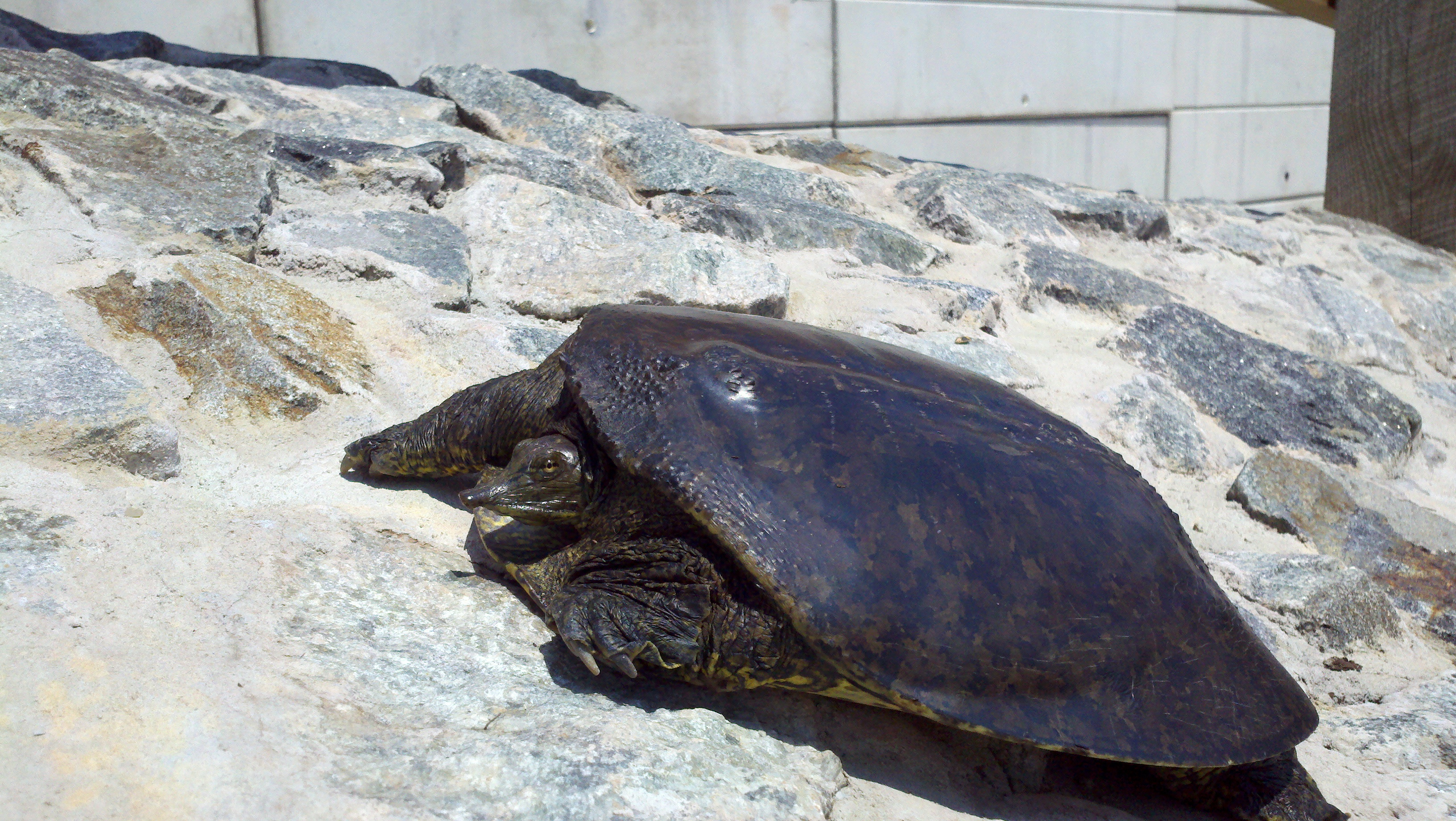
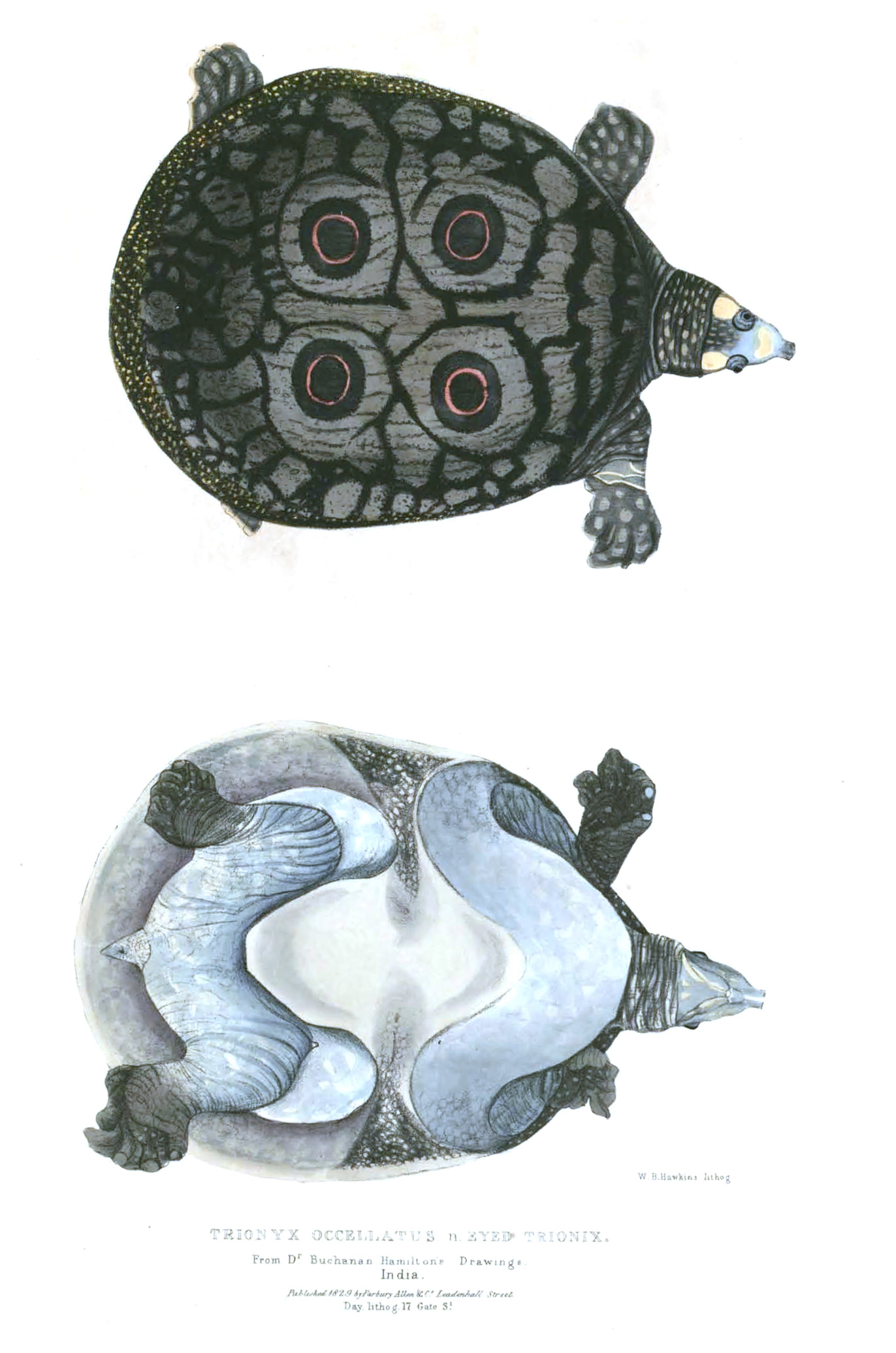
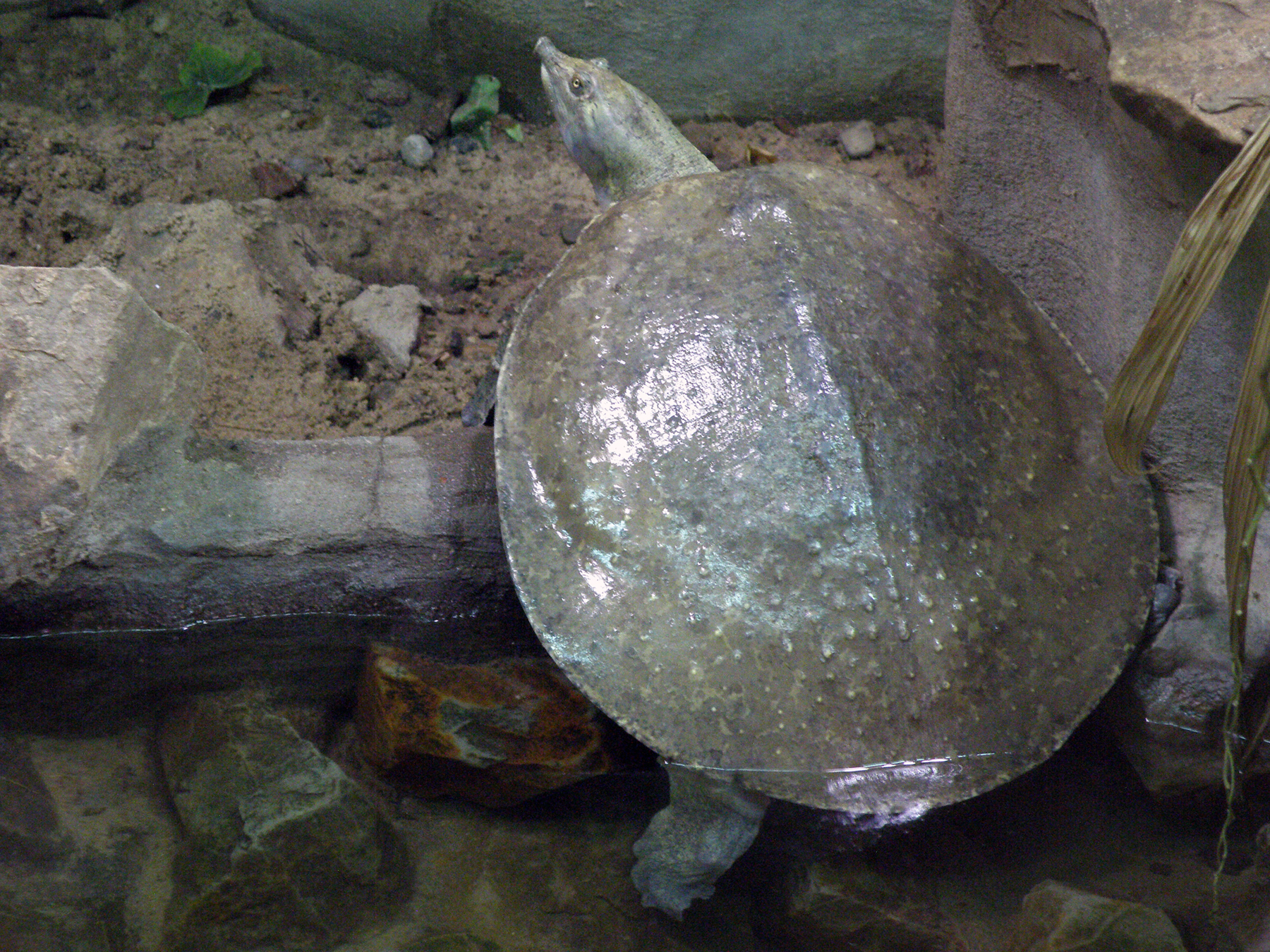